# ダイクマ
株式会社ダイクマ（英: Daikuma Company, Limited
）は、神奈川県を中心にディスカウントストアを展開していた企業。2013年6月1日に株式会社ヤマダ電機（後のヤマダホールディングス）に吸収合併された。

## 歴史・概要
奥津市郎が藤沢の稲本呉服店での修行の後に独立し、1922年（大正11年）6月に秦野市で「大熊呉服店」を開業したのが始まりである。
1951年（昭和26年）9月1日に資本金150万円で「株式会社奥津商店」を設立して法人化し、1952年（昭和27年）8月に「株式会社大熊呉服店」へ商号を変更した。
1961年（昭和36年）に秦野店を改装してセルフサービス式を導入して衣料スーパーへ業態転換をし、同年9月に「株式会社だいくま」へ商号を変更した。
その後、従来からの衣料品に加えて食品の販売を始め、本格的なスーパーマーケットとしての営業を目指した。
1963年（昭和38年）4月に正札堂を吸収合併して厚木店を開設した。
1964年（昭和39年）に秦野本店に総菜売り場を導入して、同年10月に横浜市に上大岡店を開店し、1966年（昭和41年）6月に上宿店した。
しかし、秦野本店に導入した総菜売り場が失敗に終わったことから、秦野店などの狭い店舗では衣料品と食品の販売を行うことはデメリットが大きいと考え、1967年（昭和42年）には食品の販売を取りやめて再び衣料品専門のスーパーや衣料品と雑貨を販売するバラエティーストアへ再度業態転換を図った。
そして、1968年（昭和43年）11月に茅ヶ崎店を開店して近代的なディスカウントストア業態に進出し、1971年（昭和46年）8月に「株式会社ダイクマ」へ商号を変更した。
1975年（昭和50年）に「DSダイクマ宣言」を出して自社の業態をディスカウントストアと位置付け、同年5月に南平塚店を開店した。
このディスカウントストア業態への傾注に伴い、ダイエーやイトーヨーカ堂などの総合スーパーが主力としていた食品・衣料品・消耗雑貨類との差別化を図り、家電製品や自動車用品、時計やカメラなどを圧倒的な低価格で販売する営業戦略を採った。
1975年（昭和50年）5月30日にボウリング場の跡を賃借してワンフロアのモータリゼーションに対応した本格的なディスカウントストア1号店として開店して注目を集めた。
そして、同年にこの南平塚店の成功を基に茅ヶ崎店の売り場構成を変更する改装を行った。
その後も、1976年（昭和51年）11月の海老名店と同年12月の町田トキワ店を元ボウリング場跡を利用して低コストで出店した。
こうしたディスカウントストア業態への転換が成功して1976年（昭和51年）度には前年比33％増という大幅な業績拡大を果たし、同年9月には高座郡寒川町に寒川物流センターを開設して高密度出店によるチェーン展開でのコストダウンを図り、同年10月に平塚市夕陽ヶ丘に本部を開設した。
そこで、1977年（昭和52年）4月に大学新卒者約100名を採用し、同年中に約2,000坪の大和店の開店する成長戦略を図った。
ところが、地元商店街の反対などで1978年（昭和53年）にずれ込んだことから、1977年（昭和52年）の売上高を当初計画の330億円を大きく下回る約257億円と前年比11%増に留まり、同店の開店を見込んで採用した人件費も重荷となったものの、純利益を3億9000万円から6億5000万円へ伸ばすなど経営力を見せた。
その結果、同年の売上高経費率は約13.2%へ大きく低下することになった。
また、このディスカウントストア業態では1,200坪から1,500坪が最も効率的な営業形態と見ていたが、大型店の近隣に小型店を展開する形で、450坪をレギュラー店として展開する出店戦略を採ることとしていた。
しかし、当社の古い店舗はレギュラー店を下回る規模の店舗だったため、コミュニティ・ディスカウントストアやカジュアル・バラエティーストアと呼ぶ業態を開発。
その1号店として、1978年（昭和53年）3月3日に横浜店を新装開店した。
だが、1978年（昭和53年）11月に開店した大和店に白い大理石張りのエントランスを設けたり、茅ヶ崎店への投資が度重なるなどして資金繰りが悪化することになった。
その影響で、仕入れコストを引き下げるための現金決済を減らし、手形決済の比率が増える事態に陥った。
1978年（昭和53年）9月にイトーヨーカ堂と資本・業務提携を締結。
これに伴い、イトーヨーカ堂が当社の株式の30%を取得して、当社がイトーヨーカ堂の5%の株式を取得すると共に、イトーヨーカ堂が当社に経営ノウハウを全面的に提供して当社が1％のロイヤルティーを支払い、共同仕入・共同開発の実施、および、役員の派遣が行われた。
1979年（昭和54年）夏に池内栄太社長が突如退任し、翌年1980年（昭和55年）1月25日にダイエーの資金面での支援を受けて平塚市にディスカウントストアのハーフアンドハーフを設立して社長に就任して競合へ転じることになった。
そして、当社がスクラップアンドビルドで閉店した南平塚店跡を借り受け、1980年（昭和55年）8月にハーフアンドトップ平塚海岸店を開店した。
片野益雄が常務から後任の社長となったが、1982年（昭和57年）2月に退任し、その結果、イトーヨーカ堂から派遣された森田茂文専務が唯一の代表取締役となって事実上の社長となった（森田茂文はヤマダ電機の買収時まで社長を務めた。）。
このように、提携後に経営陣が大きく入れ替わることになった。
1989年（平成元年）2月期決算で売上高約1046億円を上げ、日本のディスカウントストア業界で初めて売上高1000億円を達成した。
1994年（平成6年）10月14日にサミットストアとの共同出店1号店として座間店を開店した。
1995年（平成7年）2月期に23店舗で1713億円の売上を上げた。
1999年（平成11年）2月期に既存店ベース前年比12%減と大きく落ち込むなど業績が悪化した。
2002年（平成14年）5月にアイワイグループの事業構造改革の一環として、ディスカウントストア事業からの撤退することになり、総合家電量販店チェーンのヤマダ電機に売却された。
2010年（平成22年）9月1日付で関西ヤマダ電機・東海テックランド・中四国テックランド・テックサイトを吸収合併し、2013年（平成25年）5月31日付けでサトームセンとともに親会社のヤマダ電機へ吸収合併された。
この吸収合併された時点で、約20店舗のディスカウントストア「ダイクマ」がヤマダ電機の家電量販店と併設する形で存続しており、合併後も店名は継続使用された。

## 現在の店舗

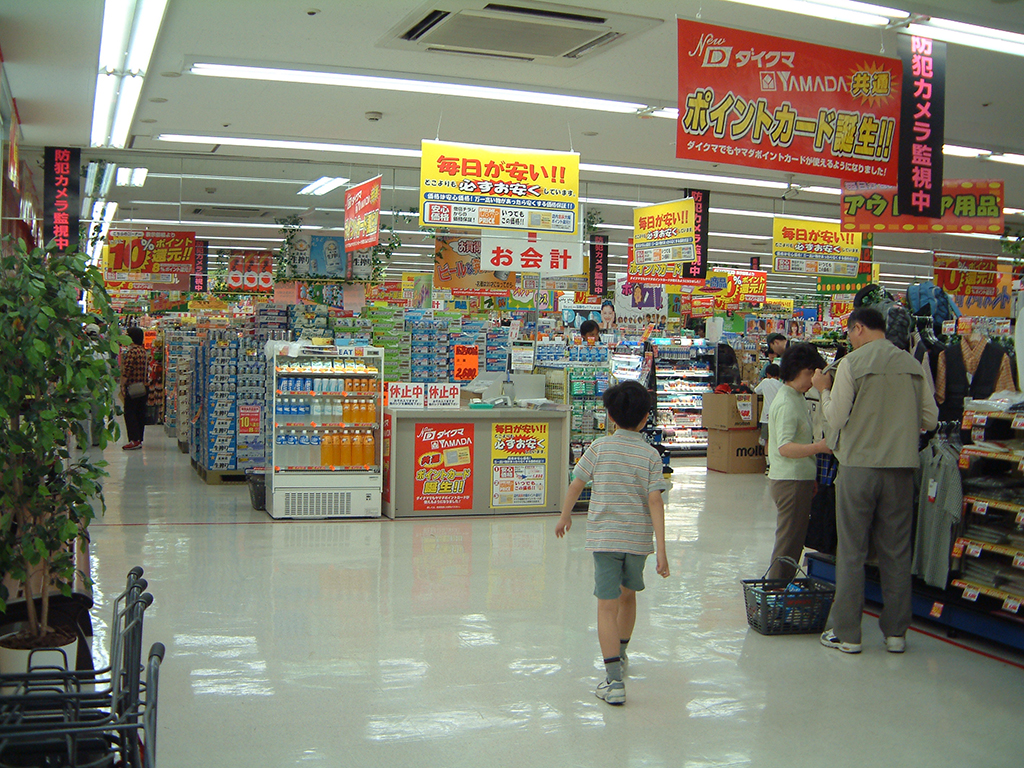
Newダイクマの店舗例

### 神奈川県
- （2代目）厚木店（厚木市長谷字依胡田6-20市田厚木ビル[34]、1996年（平成8年）3月29日[要出典] - ）
村内ファニチャーアクセスと共同出店[34]。
テックランドダイクマヤマダ厚木店[広報 2]。

### 埼玉県
- [420]大宮店（大宮市大字南中丸511-1岩城屋ビル[35]（現・見沼区[広報 3]）、1992年（平成4年）11月6日 - 2002年（平成14年）7月14日）、テックランド・Newダイクマ大宮店（2003年5月2日 - ）
鉄骨造地上2階建て[35]、延床面積約7,957m2[35]、店舗面積約6,000m2[35]
埼玉県進出2店舗目として1992年にダイクマ大宮店として単独店舗でオープン。
1階にはファーストフード「ピーターパン」が入居しており、お好み焼きやラーメンなど販売していた。（のちに閉店）
「テックランド・Newダイクマ大宮店」[広報 3]。

## 閉店した店舗

### 秦野市
- （初代）秦野店 → 栄町店（秦野市栄町9-14[6][36]、1922年（大正11年）6月開店[2] - 2000年（平成12年）1月閉店[要出典]）
敷地面積約1,397.76m2[4]、売場面積826m2[36]。
本社を併設していた[6]。
1976年（昭和51年）11月に改装して栄町店として新装開店した[9]。
ダイクマ一号店であった。跡地はクリエイトエス・ディー秦野栄町店となったが、その後ダイクマ創業者の親族により秦野市へ土地が寄付され公園となった。[要出典]

- 上宿店（秦野市本町1-11-9[6]、1966年（昭和41年）6月開店[2][8] - ）
売場面積373m2[8]

- （2代目）秦野店（秦野市秦野、1996年（平成8年）8月31日 - 2002年（平成14年）1月）[要出典]

- 渋沢店（秦野市平沢字白三塚370-1[4]、1978年（昭和53年）4月開店[37] - 2009年（平成21年）4月3日）
敷地面積約9,820m2[4]、店舗面積約1,492m2[4]、駐車台数約197台[4]。

### 茅ヶ崎市
- 茅ヶ崎店（茅ヶ崎市新栄町12-3[6]、1968年（昭和43年）11月開店[38][2][8] - 2018年7月22日[39]）
敷地面積約7,100.83m2[4]、売場面積1,485m2[8] → 2,970m2[9] → 5,775m2[9] → 16,000m2[9]、駐車台数約300台[40] → 約700台[41]。
当社の近代的なディスカウントストア業態1号店で[8]、本部を併設していた[6]。
1969年（昭和44年）10月に2階を増設して売り場面積を2,970m2に増床し、1970年（昭和45年）5月に2階を増設して売り場面積を5,775m2に増床した[9]。1971年（昭和46年）10月に西館を増設して売り場面積を16,000m2に増床した[9]。
ヤマダ電機に買収されたのち、業態転換されてテックランド茅ヶ崎店として営業していたが、建て替えの為閉店となった[39]。
ダイクマ単独店舗としてはめずらしく4フロア構成の大型店であったが、エレベーターは小型の1機のみだった。過去には屋上遊園地も存在した。
店舗老朽化による建て替えのため一時閉店し、隣接するイトーヨーカ堂茅ヶ崎店内にテックランドイトーヨーカドー茅ヶ崎店として移転した[39]。その後2021年（令和3年）11月26日跡地にヤマダ電機LABI LIFE SELECT 茅ヶ崎が開店した[広報 4]。
ダイクマ営業時の2000年11月にはサザンオールスターズの桑田佳祐がバラッド3の発売キャンペーンにて来店した。[要出典]

### 平塚市
- 南平塚店（平塚市高浜台30-1[6][42]、1975年（昭和50年）5月30日開店[10] - ）
敷地面積約1,123坪[10]、延べ床面積約780坪[10]、売場面積1,490m2[9]、駐車台数約180台[10]。
ボウリング場の跡を賃借してワンフロアのモータリゼーションに対応した本格的なディスカウントストア1号店として[11]、西湘バイパス沿いに出店していた[42]。
スクラップアンドビルドで閉店した[22]。
店舗跡をハーフアンドハーフが借り受け[22]、1980年（昭和55年）8月にハーフアンドトップ平塚海岸店を開店した[23]。

- 平塚店（平塚市上平塚1-61[40]、1979年（昭和54年）7月開店[9] - ）
敷地面積約8,503.99m2[40]、売場面積4,688m2[9]、駐車台数約400台[40] → 約460台[41]。
テックランド上平塚店[広報 5]。

### 横浜市
- 横浜店（横浜市港南区上大岡西1-17-17[41]（旧・上大岡234[6]）、1964年（昭和39年）10月[2][8] - 2006年（平成18年）12月10日[要出典]）
敷地面積約1,057m2[40]、売場面積722m2[8][40]。
コミュニティ・ディスカウントストアやカジュアル・バラエティーストアと呼ぶ新業態[16]の1号店として1978年（昭和53年）3月3日に新装開店した[17]。
跡地は再開発ビル「mioka」の一部となり、miokaのテナントとして2010年5月14日ヤマダ電機LABI上大岡店が開店した。[要出典]

- 金沢店（横浜市金沢区富岡東2-2555-45[43][44]、1997年（平成9年）10月29日開店[45] - ）
鉄骨造地上4階建て[44]、延床面積約25,117m2[44]、売場面積約8,245m2[45][46][43]、駐車台数約611台[45]。

1階と2階が売り場となっており、ハナマサがテナントとして出店していた。
- 綱島樽町店（横浜市港北区樽町[47]、1992年（平成4年）11月29日開店[48] - 2012年（平成24年）1月15日[要出典]）
地上4階建て[48]、売場面積約1,259坪[48]
開業時には1階がレジャー・家庭用品売り場で、2階が生活用品と電化製品などの売り場、3階と4階に加えて屋上が駐車場となっていた[48]。
1995年（平成7年）9月22日にベスト網島樽町店が併設された[47]。

- 田奈店（横浜市緑区田奈46-8[49]、1983年（昭和58年）5月15日開店[50] - 2002年（平成14年）1月15日[要出典]）
売場面積約3,273m2[49]。

- 上山店「かみやま」（横浜市緑区上山町403-1[51]竹中ビル[52]、1990年（平成2年）6月 - ）
売場面積約5,383m2[52]

- 日野店（横浜市港南区日野8-2-5[53]、1987年（昭和62年）1月15日[54] - 2010年（平成22年）4月14日[要出典]）
売場面積約3,725m2[55]
サニー日野ショッピングセンターに出店していた[55]。

- 磯子店（横浜市磯子区磯子1-1-1[56]、2000年（平成12年）11月16日[要出典] - ）

- [430]いずみ中央店（横浜市泉区上飯田町[57]、1998年（平成10年）5月29日[要出典] - 2012年（平成24年）8月20日閉店[57]）
1階で営業し、ヤマダ電機アウトレット生活館いずみ中央店が2階に入居していたが、2012年（平成24年）8月20日に閉店した[57]。
店舗跡は、100円ショップ「ザ・ダイソー ロピアいずみ中央店」とドラッグストア「クリエイトエス・ディー いずみ中央店」が同年11月下旬に開店[57]。

### 川崎市
- [418]向ヶ丘店（川崎市宮前区平2-3-10[58]、1990年（平成2年）11月3日 - ）

### 相模原市
- [413]矢部店（相模原市矢部3-3-13[59]守市第一ビル[60]、1987年（昭和62年）10月23日開店[59] - 2007年[要出典]）
地上2階建て[59]、売場面積約3,263m2（開業時）[59] → 約3,964m2（開業1年後）[59]

### 横須賀市
- [414]横須賀店（横須賀市三春町4-5[61]吉澤ビル[62]、1988年5月1日[要出典] - ）
敷地面積約4,435m2[63]、鉄骨造地上3階建て[62]、延床面積約9,158m2[63]、店舗面積約4,298m2[62]

- [434]久里浜店（横須賀市久里浜7-1430-25[64]、2000年（平成12年）12月15日[要出典] - ）
延床面積約19,885m2[64]、店舗面積約5,676m2[64]
ムラセ久里浜ショッピングビルに横須賀産業（店舗面積約1,615m2）と共同出店の店舗[64]。

### 海老名市
- （初代）海老名店（海老名市国分153[41]、1976年（昭和51年）11月[9]22日[要出典] - ）
売場面積約1,485m2[9] → 約2,095m2[41]、駐車台数約410台[41]。
元ボウリング場跡を利用して低コストで出店した店舗だった[7]。

- （2代目）海老名店（海老名市国分177-1関免ビル[65]（現・海老名市中央））
鉄骨造地上3階建て[65]、延床面積約11,791m2[65]、売場面積約6,200m2[65]

### その他
- （初代）厚木店（厚木市厚木町5-8[66][67]）
売場面積165m2[67]

- 座間店 （座間市ひばりが丘4-6198-1[68]、1994年（平成6年）10月14日開店[28][69] - 2013年（平成25年）10月[要出典]）
売場面積約5,236m2[69]
サミットストア座間ダイクマ店（売場面積約1,724m2）と共に「座間ひばりが丘ショッピングセンター」に出店していた[69]。

- 鴨宮店（小田原市鴨宮字久反町631-1[4]、1976年（昭和51年）3月[9]19日 - 2017年（平成29年）1月23日[要出典]）
敷地面積約6,645.5m2[4]、売場面積1,485m2[9][4]、駐車台数約233台[4]。

- 大和店（大和市深見台1-1[40]、1978年（昭和53年）11月[9]21日 - 2014年（平成26年）5月18日[要出典]）
敷地面積約5,808.04m2[40]、売場面積3,500m2[9] → 約4,609m2[41]、駐車台数約516台[40] → 約450台[41]。
県道藤沢町田線沿いに出店し、相鉄ローゼンと共に近隣を郊外型商業地区の各店舗の様な存在となっていた[70]。

### 東京都
- 武蔵村山店（武蔵村山市三ッ藤1-84-1[71]、1990年（平成2年）4月[要出典] - ）
鉄骨造地上3階建て[71]、延床面積約10,156m2[71]、店舗面積約4,959m2[71]

- 南平店（東京都日野市南平7-7-3[72]、1988年（昭和63年）12月9日開店[73] - 2016年（平成28年）10月2日[要出典]）
敷地面積約5,172m2[59]、延床面積約5,281m2[59]、売場面積3,833m2[72]

- [407]常盤店 → 町田トキワ店[9]（町田市常盤町3170-1[40]、1976年（昭和51年）12月[9]10日[要出典] - ?）
敷地面積約5,002m2[40]、売場面積1,485m2[9][9]、駐車台数約180台[40] → 約270台[41]。
元ボウリング場跡を利用して低コストで出店した店舗だった[7]。
現在はコープみらいときわ店となっている。

- 町田店（1995年（平成7年）4月27日開店[74] - 2002年?月?日） → 町田本店（2003年（平成15年）4月 - 2018年（平成30年）4月8日）　町田市旭町
サミットストアとの共同出店2号店として同社の町田ダイクマ店と共に出店していた[74]。

- 府中店（東京都府中市西原町1-3-1[75]、1997年（平成9年）4月10日開店[76] - ）
鉄骨造地上4階建て[75]、延床面積約33,055m2[75]、店舗面積約14,859m2[75]（当社店舗面積約7,657m2[75]）
「府中ショッピングスクエア」内にダイクマ府中店としてサミットストア府中西原店、家具の宝船とともに核店舗として出店していた。
2002年10月25日、ダイクマの売場を残さない形で改装し、ヤマダ電機テックランド府中店として開店。サミット府中西原店、スポーツオーソリティ府中店が併設されていた[76]。

- 立川店（東京都立川市富士見町1-50-1山種西立川ビル[77]、1993年（平成5年）12月3日[78] - 2016年（平成28年）9月26日閉店[79]）
鉄骨造地上3階建て[80]、延床面積約13,258m2[80]、店舗面積約5,867m2[77]
JR西立川駅近くにダイクマ立川店として開店し、テックランドヤマダ電機テックランド立川店として営業していたが、JR立川駅前にヤマダ電機 LABI LIFE SELECT 立川が2016年（平成28年）11月18日に開業するのに伴い、閉店した[79]。
- [432]平和台駅前店（東京都練馬区北町[81]、1999年（平成11年）3月25日 - ）
売場面積約5,000m2[82]
5フロアの店舗で、うち売り場は2フロアとなっていた[82]。

### 埼玉県
- 入間店（入間市東藤沢2-5-1コイズミビル[83]、1993年（平成5年）11月19日開店[78] - 2002年（平成14年）1月[要出典]）
鉄骨造地上4階建て[83]、延床面積約14,036m2[83]、店舗面積約8,266m2[83]

- 浦和店（浦和市上大久保725小島ビル[84][85]（現・さいたま市桜区）、1991年（平成3年）11月26日[要出典] - ）
鉄骨造地上3階建て[85]、延床面積約11,508m2[85]、売場面積約7,299m2[84]

## 事業所
- 本部（平塚市夕陽ヶ丘62-1[86]、1976年（昭和51年）10月開設[9]）
面積3,500m2[9]。

- 商品センター（茅ヶ崎市下町屋字台796-1[6]）
- 寒川物流センター（高座郡寒川町小谷753[87]、1976年（昭和51年）9月開設[9]）
面積7,290m2[9]

## コマーシャル
かつては横浜のブルース系ミュージシャン中村裕介による「🎶ダイナミック! ダイクマ🎵」のCMで知られ、フジテレビ（めざましテレビ）、テレビ東京（浅草橋ヤング洋品店、開運!なんでも鑑定団）や、テレビ神奈川、テレビ朝日、TBSラジオ、ニッポン放送など関東ローカルで放送されていた。

#### 広報資料・プレスリリースなど一次資料
1. ↑  ヤマダ電機月次IR情報（2010年9月） (PDF)
2. ↑  『テックランドダイクマヤマダ厚木店』（プレスリリース）ヤマダ電機。2024年7月16日閲覧。
3. 1 2  『テックランド・Newダイクマ大宮店』（プレスリリース）ヤマダ電機。2024年7月16日閲覧。
4. ↑  『『LABI LIFE SELECT 茅ヶ崎』2021年11月26日（金）グランドオープン！！』（プレスリリース）ヤマダホールディングス。2024年7月16日閲覧。
5. ↑  『テックランド・Newダイクマ大宮店』（プレスリリース）ヤマダ電機。2024年7月16日閲覧。